# Lepidodermella serrata
Lepidodermella serrata is een buikharige uit de familie Chaetonotidae. Het dier komt uit het geslacht Lepidodermella. Lepidodermella serrata werd in 1971 voor het eerst wetenschappelijk beschreven door Sudzuki. 